# 紐馬基特 (密蘇里州)
紐馬基特（英語：New Market）是位於美國密蘇里州普拉特縣的普查規定居民點。

## 歷史
紐馬基特的郵局於1839年設立，其後於1959年停運。

## 人口
根據2020年美國人口普查的數據，紐馬基特的面積為0.50平方千米，皆為陸地。當地共有人口88人，而人口密度為每平方千米176人。